# Züsow
Züsow település Németországban, Mecklenburg-Elő-Pomeránia tartományban. Lakosainak száma 298 fő (2023. december 31.).

## Népesség
A település népességének változása:
| Lakosok száma | 290  | 285  | 296  | 302  | 298  |
|               | 2017 | 2019 | 2021 | 2022 | 2023 |